# Ochrotrichia caramba
Ochrotrichia caramba är en nattsländeart som beskrevs av Lazar Botosaneanu 1977. Ochrotrichia caramba ingår i släktet Ochrotrichia och familjen smånattsländor. Inga underarter finns listade i Catalogue of Life.